# Majid Tavakoli
Majid Tavakoli (مجید توکلی, né en 1986), est un étudiant  iranien devenu une icône du Mouvement vert et du combat pour l'égalité des sexes en Iran.
En se montrant voilé à la manière des femmes iraniennes, il suscite la répression de la part des autorités du pays qui l'arrêtent le lundi 7 décembre 2009. Pour l'humilier, les autorités publient sa photo dans les médias, prétendant qu'il avait essayé de s'enfuir déguisé en femme. Mais la diffusion n'a pas l'effet attendu : au contraire, de nombreux internautes solidaires publient à leur tour des photos d'eux voilés pour contrer le régime et sauver l'honneur de Majid Tavakoli.
Après avoir déjà eu des ennuis avec la justice, Tavakoli est condamné en janvier 2009 à huit ans et demi de prison dont cinq ans pour «rassemblement et complot contre le régime», un an pour «propagande contre le régime», deux ans pour «injure envers le guide suprême», et six mois pour «injure envers le président», ainsi que 5 ans d’interdiction de quitter le territoire.